# Parque nacional Littabella
Littabella es un parque nacional en Queensland Central, Australia, a 336 km al norte de Brisbane.
El parque protege un humedal mayormente palustre dentro de las cuencas de los ríos Baffle Creek y Kolan. Dentro del parque se han encontrado tres especies animales raras o amenazadas y una especie vegetal.